# Tricholoma virgatum
Espèce
Tricholoma virgatum, connu sous le nom de Tricholome vergeté, est une espèce de champignons basidiomycètes de la famille des Tricholomataceae et du genre des tricholomes.

## Taxinomie
Il a été décrit sous le nom Agaricus virgatus par Elias Magnus Fries en 1818, puis transféré dans les tricholomes par Paul Kummer en 1871.

## Distribution et habitat
On trouve Tricholoma orirubens dans les forêts à feuilles caduques ou les forêts de conifères d'Europe et d'Amérique du Nord.

## Comestibilité
Le champignon n'est pas comestible ; il a un goût vaguement poivré et une odeur qui rappelle le moisi.